# 胡崋
胡崋（1452年—？），字惟峻，直隸常州府武進縣人，民籍，明朝政治人物。

## 生平
成化十六年（1480年）庚子科應天府鄉試第六十九名舉人。成化二十三年（1487年）中式丁未科會試第二百五十三名，三甲第一百二十五名進士。弘治七年十二月授雲南道監察御史，十二年巡按福建，彈劾不避權貴。十七年正月升廣東按察司副使，正德三年（1508年）十二月升江西按察使，五年七月升右布政使。

## 家族
曾祖胡文海；祖父胡彥高；父胡琦。嫡母陳氏；生母周氏。慈侍下。